# Bisbat de Le Havre
El bisbat de Le Havre (francès: Diocèse de Le Havre , llatí: Dioecesis Portus Gratiae) és una seu de l'Església Catòlica a França, sufragània de l'arquebisbat de Rouen. Al 2013 tenia 364.000 batejats sobre una població de 417.600 habitants. Actualment està regida pel bisbe Jean-Luc Brunin.

## Territori
La diòcesi comprèn el part del districte de Le Havre, situat al departament francès del Sena Marítim, a la regió de l'Alta Normandia.
La seu episcopal és la ciutat de Le Havre, on es troba la catedral de Nostra Senyora.
El territori s'estén sobre 1.902 km², i està dividit en 21 parròquies, agrupades en 7 zones pastorals.

## Història
La diòcesi va ser erigida el 6 de juliol de 1974 mitjançant la butlla Quae Sacrosanctum del Papa Pau VI, obtenint el seu territori de l'arxidiòcesi de Rouen.
Entre el 1992 i el 1995, la diòcesi va celebrar el seu primer sínode, inaugurat litúrgicament l'11 d'octubre de 1992 i va tancar amb les sessions solemnes del 3-5 de juny de 1995. Després de la feina sinodal, es va prendre la decisió d'actualitzar i revisar organització parroquial diocesana; amb una ordenança de juny de 1998, el bisbe Saudreau va suprimir totes les parròquies existents fins aleshores i al mateix temps en va erigir 21 noves.

## Cronologia episcopal
- Michel Marie Paul Saudreau † (6 de juliol de 1974 - 9 de juliol de 2003 jubilat)
- Michel Jean Guyard (9 de juliol de 2003 - 24 de juny de 2011 jubilat)
- Jean-Luc Brunin, des del 24 de juny de 2011

## Estadístiques
A finals del 2013, la diòcesi tenia 364.000 batejats sobre una població de 417.600 persones, equivalent al 87,2% del total.
| any  | població | població | població | sacerdots | sacerdots       | sacerdots       | sacerdots             | diaques | religiosos | religiosos | parròquies |
| ---- | -------- | -------- | -------- | --------- | --------------- | --------------- | --------------------- | ------- | ---------- | ---------- | ---------- |
| any  | batejats | total    | %        | total     | clergat secular | clergat regular | batejats por sacerdot | diaques | homes      | dones      |            |
| 1980 | 322.000  | 392.000  | 82,1     | 162       | 152             | 10              | 1.987                 | 2       | 20         | 213        | 176        |
| 1990 | 332.000  | 404.000  | 82,2     | 121       | 115             | 6               | 2.743                 |         | 8          | 131        | 174        |
| 1999 | 318.700  | 398.457  | 80,0     | 77        | 77              |                 | 4.138                 | 10      | 6          | 152        | 21         |
| 2000 | 319.089  | 398.862  | 80,0     | 78        | 78              |                 | 4.090                 | 10      | 6          | 152        | 21         |
| 2001 | 319.089  | 398.862  | 80,0     | 76        | 73              | 3               | 4.198                 | 1       | 6          | 152        | 21         |
| 2002 | 319.090  | 398.862  | 80,0     | 76        | 72              | 4               | 4.198                 | 15      | 7          | 122        | 20         |
| 2003 | 319.090  | 398.862  | 80,0     | 72        | 67              | 5               | 4.431                 | 15      | 8          | 121        | 21         |
| 2004 | 300.000  | 399.000  | 75,2     | 84        | 77              | 7               | 3.571                 | 13      | 9          | 110        | 21         |
| 2013 | 364.000  | 417.600  | 87,2     | 56        | 53              | 3               | 6.500                 | 19      | 4          | 89         | 21         |